# アルファヴィル
『アルファヴィル』（仏語: Alphaville, une étrange aventure de Lemmy Caution, 直訳「アルファヴィル、レミー・コーションの不思議な冒険」）は、フランスの映画監督ジャン＝リュック・ゴダールによるSF映画。1965年公開。製作国はフランス及びイタリア。ベルリン国際映画祭で金熊賞を、トリエステSF映画祭でグランプリを受賞した。

## 概要
イギリスのハードボイルド作家ピーター・チェイニーが生み出したキャラクターである探偵レミー・コーションを主人公として、「実験的、芸術的、冒険的、半SF」とゴダール自身が名付けたSFによる文明批評映画である。ディストピア的未来都市・アルファヴィルを描写するに当たり、セットやミニチュア等は用いられておらず、全て現実のパリ市街を使って撮影された。1965年1月4日から2月20日にかけて撮影は行われた。
助監督をシャルル・L・ビッチ、ジャン＝ポール・サヴィニャック、エレーヌ・カルーギン、そして俳優のジャン＝ピエール・レオが固めた。
1965年5月5日、フランスで一般公開された。同年6月から7月にかけて開催された第15回ベルリン国際映画祭に出品され、最高賞である金熊賞を受賞した。同年7月、イタリアのトリエステSF映画祭でグランプリを受賞した。
1966年10月11日から19日にかけて第4回「フランス映画祭」が東京の東商ホールと草月ホールで開催された。ゴダールの『アルファヴィル』『気狂いピエロ』『男性・女性』のほか、『戦争は終った』『城の生活』『創造物』『悲しみの天使』『317小隊』『バルタザールどこへ行く』など計23本の映画が上映された。本作品は10月17日に上映された。そして1970年5月30日に日本で一般公開された。

## あらすじ
コードナンバー003を持つシークレット・エージェント、レミー・コーションは「フィガロ＝プラウダ紙のジャーナリスト、イワン・ジョンソン」を名乗り、感情や思想の自由など個人主義的な思想が排除された都市・アルファヴィルへと潜入する。彼の目的は、失踪したエージェントのアンリ・ディクソンを探すこと、アルファヴィルを建設したフォン・ブラウン教授を逮捕または抹殺すること、アルファヴィルを管理する人工知能アルファ60を破壊することであった。

## キャスト
- エディ・コンスタンティーヌ　（レミー・コーション）
- アンナ・カリーナ（ナターシャ）
- エイキム・タミロフ　（アンリ・ディクソン）
- ハワード・ヴェルノン（フランス語版）　（レオナール・ノスフェラチュ・フォン・ブラウン教授）
- クリスタ・ラング　（誘惑者）
- ジャン＝ルイ・コモリ（フランス語版）　（ジャッケル教授）
- ジャン＝アンドレ・フィエシ　（ヘッケル教授）
- ラズロ・サボ　（主任技師）
- ジャン＝ピエール・レオ

## 評価
レビュー・アグリゲーターのRotten Tomatoesでは47件のレビューで支持率は91%、平均点は8.40/10となった。